# Jouko Tuomisto
Jouko Juhani Tuomisto, född 13 mars 1939 i Kurikka, är en finländsk läkare.
Tuomisto var assistent vid farmakologiska institutionen vid Helsingfors universitet 1965–1969 och blev medicine och kirurgie doktor 1968. Han blev docent i farmakologi 1971 samt i toxikologi och farmakokinetik 1983. Han var professor i toxikologi och farmakokinetik vid Kuopio högskola 1978–1982. Han medverkade i tillkomsten av avdelningen för miljöhälsa vid Folkhälsoinstitutet i Kuopio och var chef för denna avdelning 1983–2004. Han var forskarprofessor 1991–1996 och professor i miljöhälsovård vid Kuopio universitet 1998–2004. Han har författat skrifter inom farmakologi, toxikologi och miljöhälsa. 
Tuomisto är mest känd för sina pionjärinsatser inom finländsk miljöhälsoforskning. Under hans ledning blev avdelningen för miljöhälsa i Kuopio internationellt erkänd för sin forskning i fukt- och mögelskador och andra hälsoproblem i boendemiljön. Han har anlitats som expert inom både i Finland och inom EU. Han tilldelades hederspris av Juha Vainios stiftelse 2005 och blev samma år hedersdoktor vid Kuopio universitet. År 1994 utnämndes han till ledamot av Finska Vetenskapsakademien.